# Cholezystitis

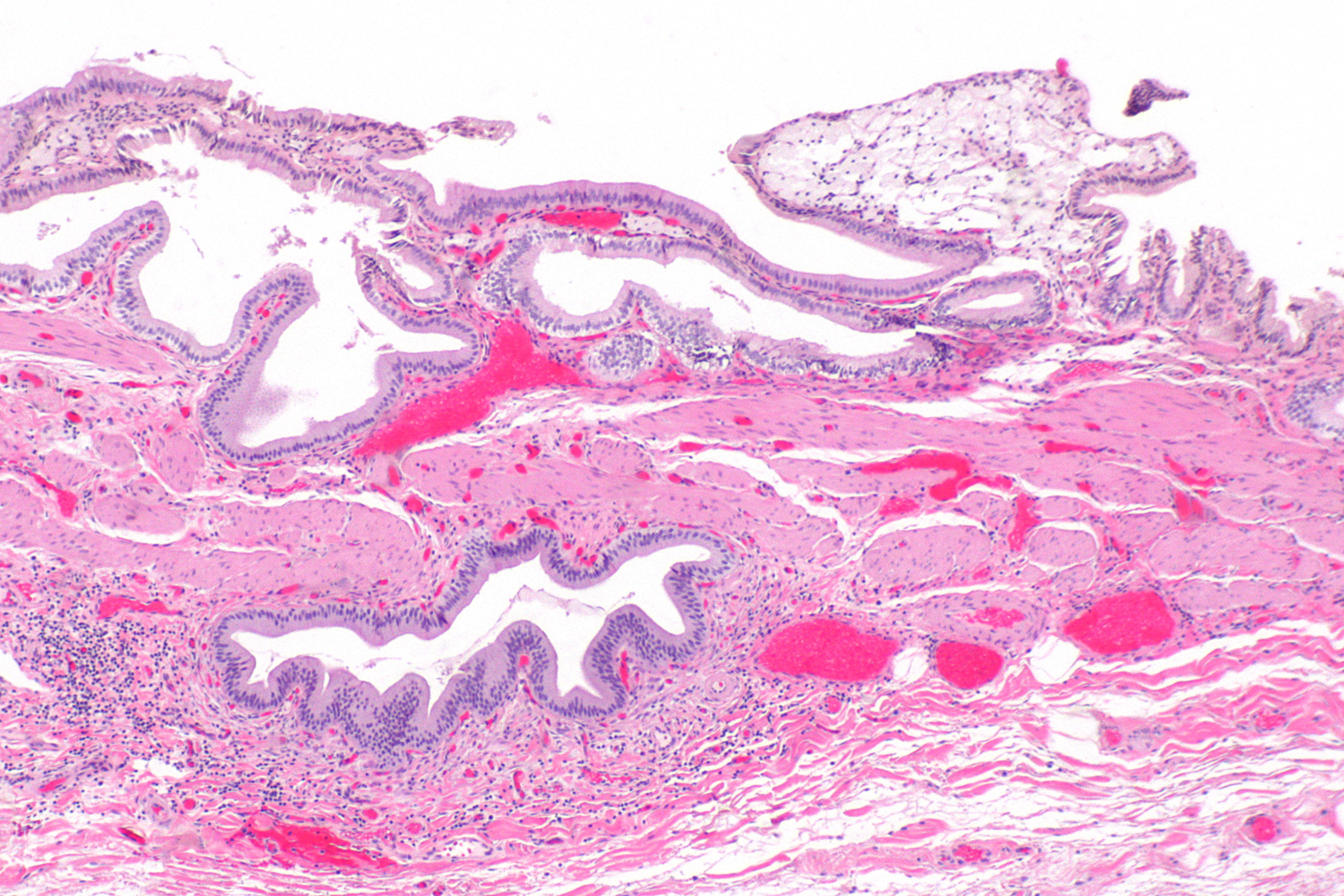
Mikrofoto von Cholezystitis. Cholezystektomie. HE-Färbung.

Die Cholezystitis, Cholecystitis oder Gallenblasenentzündung bezeichnet eine Entzündung der Gallenblase, die in den meisten Fällen (90–95 %) durch Gallensteine verursacht wird.

## Ursachen
Die mit Abstand häufigste Ursache für eine Gallenblasenentzündung sind Gallensteine, welche den Gallenblasenabfluss stören. Es kommt zu Überfüllung der Gallenblase (Hydrops). So besteht zunächst eine Entzündung ohne Bakterien (abakteriell). Im weiteren Verlauf können Keime aus dem Zwölffingerdarm über den Gallengang oder über die Lymphbahnen aufsteigen und die Gallenblase befallen (bakterielle Infektion). Darmkeime wie Escherichia coli, Enterokokken, Proteus mirabilis und Klebsiellen zählen zu den häufigen Bakterienarten.
Selten kann die Gallenblasenentzündung infolge einer längeren Zeit von parenteraler Ernährung, Unfall bzw. primär durch Probleme im Gefäßsystem, chemisch-toxische Ursache, große Mahlzeiten oder Infektionen entstehen.
Als Risikofaktoren für eine Erkrankung an Gallensteinen gelten Alter über 40, Übergewicht und helle Haut. Frauen haben häufiger ein Gallensteinleiden als Männer. In der englischen Sprache werden die Risikofaktoren als die 5 Fs bezeichnet: female (weiblich), fertile (fruchtbar), fat (fett, übergewichtig), forty (um oder über vierzig Jahre alt) und fair (blond). Weitere „F“s werden inzwischen manchmal dazugerechnet und stehen dann für fair (hier: „hellhäutig“), familiäre Disposition oder flatulent (Blähungen, Meteorismus).

## Häufigkeit
Die Gallenblasenentzündung kommt häufiger jenseits des 60. Lebensjahres vor, jedoch können alle Altersgruppen sowie beide Geschlechter betroffen sein.

## Symptome
Die Erkrankung beginnt als akute Cholezystitis meistens mit heftigen Schmerzen im rechten Oberbauch, häufig mit Ausstrahlung in die Schulter, begleitet von Brechreiz, Übelkeit, Hautblässe und Schweißausbrüchen. Das Auftreten von Fieber deutet auf eine bakterielle Infektion hin. Die Erkrankten geben häufig an, dass sie keine fettigen Speisen, Kaffee oder Wein verzehren können. Diese Nahrungsmittel steigern den Gallenfluss und verstärken auf diese Weise die Beschwerden. Bei Verschluss des Gallenganges mit Gallenaufstau (Cholestase) kann es zur Aufhellung des Stuhls und Verdunkelung des Urins kommen.

## Untersuchung
Neben den typischen Symptomen sind vor allem Laborbefunde und Ultraschallbefunde bei der Untersuchung wegweisend. Klinisch ist das Murphy-Zeichen oft wegweisend.
Laborchemisch zeigt sich der Anstau von Galle durch die Erhöhung der Enzyme γ-Glutamyltransferase (γ-GT) und der Alkalische Phosphatase (AP). Die mit dem Auftreten von Gallensteinen einhergehende Gallenblasenentzündung führt zur Erhöhung des C-reaktiven Proteins und der Blutsenkung.
Mithilfe einer Ultraschalluntersuchung lässt sich eine vergrößerte Gallenblase, Schwellung der Gallenblasenwand und aufgetriebene Form darstellen. Ein sicheres Zeichen der Entzündung ist die Sichtbarkeit der Dreischichtung der Gallenblasenwand. Außerdem kann durch den Durchmesser des Gallengangs der Aufstau von Galle sichtbar gemacht werden. Der Gang sollte physiologischerweise den Durchmesser von 6 mm bzw. 9 mm bei entnommener Gallenblase nicht überschreiten. Falls der Gallengang nicht vollständig darstellbar ist, kann auch eine Funktionsuntersuchung durchgeführt werden. Dabei wird die Größe der Gallenblase rund 45 Minuten nach Mahlzeiten gemessen. Verkleinert sich die Gallenblase, kann davon ausgegangen werden, dass der Gang durchgängig ist.
Eine chronische Cholezystitis kann zu einer Verhärtung der Wand mit Verkalkungen führen (Porzellangallenblase).

## Behandlung
- konservative Behandlung: Therapeutisch kommen in erster Linie Bettruhe und Medikamente in Frage, welche die Koliken beruhigen (z. B. Butylscopolamin als reines Spasmolytikum oder Metamizol, was spasmolytische und analgetische Wirkungen aufweist). Auch können Gallenkoliken mit Nitro-Spray behandelt werden. Dieses erweitert (relaxiert) auch den großen Gallengang und Schließmuskel (Sphincter) zum Zwölffingerdarm (Duodenum). Eingeklemmte Steine im Gallengang können so über den Darm ausgeschieden werden. Morphinhaltige Schmerzmittel können aufgrund einer Erhöhung des Sphinktertonus die Beschwerden verschlimmern. Aufgrund der Stärke der Schmerzen sind sie jedoch häufig nicht zu vermeiden und können in der Praxis eingesetzt werden. Dabei sollten Wirkstoffe mit geringer Wirkung am Sphinkter wie Pethidin oder Buprenorphin eingesetzt werden.[5] Zur Therapie der Infektion bei akuter Cholezystitis kommen Antibiotika zum Einsatz.[6]

- operative Gallenblasenentfernung: Im Rahmen der Cholezystektomie wird die Gallenblase mit den Steinen entfernt. Untersuchungen zeigen klare Vorteile für eine unverzügliche chirurgische Intervention, weshalb sobald die Diagnose gestellt wurde und eine Operationsfähigkeit des Patienten gegeben ist, eine Cholezystektomie möglichst innerhalb von 24 h nach Aufnahme angestrebt werden soll.[7]

- Alternativen: Ergeben sich bei der Ultraschalluntersuchung Anzeichen für einen Stein in den abführenden Gallenwegen (Ductus cysticus oder Ductus choledochus), kann versucht werden, diesen mit Hilfe der ERCP (Endoskopische retrograde Cholangiopankreatikographie) zu entfernen.

## Komplikationen
Hydrops (Vergrößerung durch einen Gallenstau, wenn Steine den Eingang der Gallenblase blockieren) und Eiterbildung in der Gallenblase, Entzündung des Gallenganges, begleitende Pankreatitis (Bauchspeicheldrüsenentzündung) sowie Gallensteinileus, Gallenblaseneinriss (Ruptur) mit Peritonitis. Wenn Erreger in die Blutbahn kommen, kann auch eine Sepsis entstehen. Letztere sind schwere Komplikationen, die auch heute noch häufig tödlich enden. Darum muss beim Auftreten von Schmerzen durch Gallensteine die Gallenblase immer entfernt werden.

## Nachweise
1. ↑  Stefan Feuerbach: Gastrointestinales System. Springer, 2007, ISBN 978-3-540-68472-5, S. 472. eingeschränkte Vorschau in der Google-Buchsuche
2. ↑  Homayun Gharavi-Nouri: Ambulanz live. Urban & Fischer, 2004, ISBN 978-3-437-43530-0, S. 87. eingeschränkte Vorschau in der Google-Buchsuche
3. ↑  Karl-Heinz Reutter: Chirurgie-Essentials : Intensivkurs zur Weiterbildung ; 25 Tabellen. Georg Thieme Verlag, 2004, ISBN 978-3-13-126345-2, S. 245. eingeschränkte Vorschau in der Google-Buchsuche
4. 1 2  Gerd Herold und Mitarbeiter: Innere Medizin, Köln, 2009 S. 534–539
5. ↑  Gutt C et al.: Aktualisierte S3-Leitlinie der Deutschen Gesellschaft für Gastroenterologie, Verdauungs- und Stoffwechselkrankheiten (DGVS) und der Deutschen Gesellschaft für Allgemein- und Viszeralchirurgie (DGAV) zur Prävention, Diagnostik und Behandlung von Gallensteinen. Z Gastroenterol 2018; 56: 912–966
6. ↑  Marianne Abele-Horn: Antimikrobielle Therapie. Entscheidungshilfen zur Behandlung und Prophylaxe von Infektionskrankheiten. Unter Mitarbeit von Werner Heinz, Hartwig Klinker, Johann Schurz und August Stich, 2., überarbeitete und erweiterte Auflage. Peter Wiehl, Marburg 2009, ISBN 978-3-927219-14-4, S. 124 f.
7. ↑  Dt. Ges. für Gastroenterologie und Dt. Ges. für Allgemein- und Viszeralchirurgie: S3-Leitlinie zur Prävention, Diagnostik und Behandlung von Gallensteinen, AWMF-Register-Nr. 021/008. Empfehlung IIIB.8. AVMF, 2018, S. 930, abgerufen am 20. Oktober 2020.
8. ↑  A. Hirner, K. Weise: Chirurgie – Schnitt für Schnitt, 1. Auflage, 2004, S. 543